# 白神果春
白神 果春（しらが かしゅん、生年不詳 - 天正4年（1576年））は、戦国時代の武将。本姓は菅原氏。元、北面武士。後、備中国馬入堂山城主。父は白神友芳。子は白神帯刀ほか。官位は右京亮従五位下。

## 人物
元は北面武士として皇室を守っていたが、室町時代の永正6年（1509年）、足利第十代将軍義稙の命により備中に遣わされた親族の上野民部大輔信孝に伴ってこの地へ赴き、信孝の本城である下原郷の鬼邑山城と隣接する曾能郷の馬入堂山城に入り、曾能郷近郷を知行し、城下一帯を自らの生地名をとって嵯峨野と称した。
また、天文9年（1540年）、石清水八幡宮をこの地へ勧請し、西園八幡宮と称した。当宮は、元来は城や所領の守護神、また園庄（曾能郷）の産土神として祭られ、江戸期には岡田藩主伊東家の氏神として、毎月一回当宮へ詣でるのを例として世々藩主に尊崇され、明治に至るまで代々白神果春の子孫が宮司を勤めた。